# Алан Браун
Алан Браун (на английски: Alan Brown) е бивш британски автомобилен състезател, пилот от Формула 1. Роден на 20 ноември 1919 г. в Гилфорд, Великобритания.

## Формула 1
Алан Браун прави своя дебют във Формула 1 в Голямата награда на Швейцария през 1952 г. В световния шампионат записва 9 състезания като печели две точките, състезава се с частел автомобил Купър.